# 约瑟普·格拉斯诺维奇
约瑟普·格拉斯诺维奇（1983年5月7日—），克罗地亚男子射击运动员。他曾代表克罗地亚参加2008年、2016年和2020年夏季奥林匹克运动会射击比赛，其中2016年奥运会获得一枚金牌。